# If We Hold On Together
If We Hold on Together ist ein Lied von Diana Ross und der Titelsong zum Zeichentrickfilm In einem Land vor unserer Zeit von 1988. Der Titel wurde von James Horner und Will Jennings komponiert sowie von Peter Asher produziert.

## Geschichte
Der Song wurde für den Soundtrack des Films In einem Land vor unserer Zeit aus dem Jahr 1988 geschrieben.
Er wird während des Abspanns des Films gespielt und wurde sowohl auf dem dazugehörigen Soundtrack als auch auf Ross’ neunzehntem Studioalbum The Force Behind the Power (1991) veröffentlicht.
Der Titel erreichte in den USA Platz 30 der Adult Contemporary Charts und in Großbritannien Platz 11. In Japan entwickelte sich der Song zu einem Nummer-eins-Hit und ist dort bis heute die erfolgreichste Single von Diana Ross.

## Rezeption
Peter Fawthrop von AllMusic beschrieb das Lied als „eine schwebende, prächtige Ballade“ und merkte an, dass es „in seiner Botschaft etwas Biblisches hat: ‚Valley mountain, there is a fountain that washeshes our tears all away‘“.
Katherine Cusumano von Bustle zog es My Heart Will Go On vor und schrieb, dass „es schamlos kitschig ist, aber perfekt zu der Dinosaurier-Schnulze passt, in der es vorkommt“.
James Masterton bezeichnete es als Ross’ „willkommene Rückkehr zu den schmalzigen Soul-Balladen, die nur sie richtig kann“.
Rotoscopers sagte, es sei die „Kirsche auf dem Sahnehäubchen dieser großartigen Filmmusik“ von James Horner.
Arnd Blum von OldTimemusic resümierte, dass die kraftvollen Texte und die emotionale Intensität von Diana Ross’ Stimme dieses Lied zu einem zeitlosen Klassiker machen. Es inspiriere und motiviere Menschen auf der ganzen Welt, ihren Weg zu gehen und an ihre Träume zu glauben.

## Coverversionen
If We Hold on Together wurde 1997 von Anndi McAfee und Aria Curzon, den Stimmen von Cera und Ducky seit dem fünften Film der Filmreihe In einem Land vor unserer Zeit für The Land Before Time: Sing-Along Songs gecovert. Das Lied wurde auch von dem mehrfach mit dem Na Hoku Hanohano-Preis ausgezeichneten hawaiianischen Musikkünstler Kealiʻi Reichel auf seinem 1995er Debütalbum Kawaipunahele gecovert. Auch Jordin Sparks, Gewinnerin von American Idol Staffel 6, hat eine Version zu diesem Lied aufgenommen.
2013 sang Deborah Cox und Jeremy Schonfeld beim Filmmusik-Gala-Konzert Hollywood in Vienna zur Ehrung von James Horner den Song in einer Liveversion.